# Эдилов, Абдулкерим Халидович
Абдулкери́м Хали́дович Эди́лов (25 ноября 1991, Центарой, Чечня, Россия — 29 декабря 2022) — российский боксёр-профессионал и боец смешанных единоборств, чеченского происхождения, выступавший в тяжёлой весовой категории. Чемпион России по комплексному единоборству, чемпион мира по универсальному бою (2009), чемпион Москвы по боевому самбо (2009), и мастер спорта по этим дисциплинам. В 2015 году был признан лучшим российским бойцом по версии читателей сайта Sovsport.ru.
Лучшая позиция по рейтингу BoxRec — 123-я (ноябрь 2021) и являлся 8-м среди российских боксёров тяжёлой весовой категории, — входя в ТОП-125 лучших тяжеловесов всего мира.

## Карьера в смешанных единоборствах
В 2010—2017 годах выступал в смешанных единоборствах. Провёл 21 официальный бой, из них в 17 одержал победу (9 побед нокаутом). Был бойцом UFC, провёл в этой организации один бой. После годичного простоя расторг контракт с этой организацией.

## Профессиональная боксёрская карьера
19 сентября 2019 года начал профессиональную боксёрскую карьеру, победив нокаутом в 1-м же раунде опытного бразильского боксёра Иринеу Беату Коста Джуниора (19-10).

## Политическая карьера
С 10 ноября 2021 года являлся руководителем секретариата Главы ЧР.

## Статистика в профессиональном боксе
В таблице перечислены результаты всех поединков боксёров.
В каждой строке указан результат поединка. Дополнительно номер поединка обозначен цветом, который обозначает итог поединка. Расшифровка обозначений и цветов представлена в нижеследующей таблице.
| Пример | Расшифровка                     |
| ------ | ------------------------------- |
|        | Победа                          |
|        | Ничья                           |
|        | Поражение                       |
|        | Планируемый поединок            |
|        | Поединок признан несостоявшимся |
| КО     | Нокаут                          |
| ТКО    | Технический нокаут              |
| PTS    | Решение судей (по очкам)        |
| UD     | Единогласное решение судей      |
| MD     | Решение большинства судей       |
| SD     | Раздельное решение судей        |
| RTD    | Отказ от продолжения боя        |
| DQ     | Дисквалификация                 |
| NC     | Поединок признан несостоявшимся |

| 4 поединка, 4 победы (4 нокаутом). | 4 поединка, 4 победы (4 нокаутом). | 4 поединка, 4 победы (4 нокаутом). | 4 поединка, 4 победы (4 нокаутом). | 4 поединка, 4 победы (4 нокаутом).        | 4 поединка, 4 победы (4 нокаутом). | 4 поединка, 4 победы (4 нокаутом). |
| Бой                                | Рекорд                             | Дата боя                           | Соперник                           | Место проведения боя                      | Раундов, время                     | Дополнительно                      |
| ---------------------------------- | ---------------------------------- | ---------------------------------- | ---------------------------------- | ----------------------------------------- | ---------------------------------- | ---------------------------------- |
| 4                                  | 4-0                                | 3 ноября 2021                      | Ричард Ларти (14-4)                | ДС Увайса Ахтаева, Грозный, Чечня, Россия | KO 1 (6), 0:43                     |                                    |
| 3                                  | 3-0                                | 3 сентября 2020                    | Денис Бахтов (39-17)               | Грозный, Чечня, Россия                    | KO 1 (8), 0:50                     |                                    |
| 2                                  | 2-0                                | 21 февраля 2020                    | Ибрагим Лабаран (15-5)             | ДС «Динамо» в Крылатском, Москва, Россия  | KO 1 (4), 0:58                     |                                    |
| 1                                  | 1-0                                | 19 сентября 2019                   | Иринеу Беату Коста Джуниор (19-10) | ДС Увайса Ахтаева, Грозный, Чечня, Россия | KO 1 (4), 1:27                     | Профессиональный дебют.            |

## Статистика в смешанных единоборствах
| Боёв 21  | Побед 17 | Поражений 4 |
| -------- | -------- | ----------- |
| Нокаутом | 8        | 0           |
| Сдачей   | 8        | 3           |
| Решением | 1        | 1           |
| Ничьи    | 0        | 0           |

| Результат | Рекорд | Соперник                   | Способ                            | Турнир                                               | Дата            | Раунд | Время | Место                  | Примечание |
| --------- | ------ | -------------------------- | --------------------------------- | ---------------------------------------------------- | --------------- | ----- | ----- | ---------------------- | ---------- |
| Победа    | 17-4   | Боян Михайлович            | Техническим нокаут (удары)        | UFC Fight Night 115 Volkov vs. Struve                | 2 сентября 2017 | 2     | 2:32  | Роттердам, Нидерланды  |            |
| Победа    | 16-4   | Леонардо Гослинг           | Техническим нокаут (удары ногами) | World Fighting Championship Akhmat — Grozny Battle 3 | 13 июня 2015    | 1     | 0:36  | Грозный, Россия        |            |
| Победа    | 15-4   | Тиаго Монако Тосато        | Удушающий приём (сзади)           | «Грозная битва»                                      | 14 марта 2015   | 1     | 2:28  | Грозный, Россия        |            |
| Победа    | 14-4   | Хильиард Альфредо Фагундес | Удушающий приём (сзади)           | Fight Nights — Battle of Moscow 18                   | 10 декабря 2014 | 1     | 0:50  | Москва, Россия         |            |
| Победа    | 13-4   | Кристиан Торрес            | Удушающий приём (сзади)           | ACB 10 — Coliseum Time                               | 4 октября 2014  | 1     | 1:42  | Грозный, Россия        |            |
| Победа    | 12-4   | Фернандо Альмейда          | Техническим нокаут (удары)        | АСВ — Гран-при Беркут 9                              | 22 июня 2014    | 1     | 2:17  | Грозный, Россия        |            |
| Победа    | 11-4   | Лахат Файе                 | Технический нокаут (удары)        | Битва под Москвой 15                                 | 28 марта 2014   | 1     | N/A   | Москва, Россия         |            |
| Победа    | 10-4   | Павел Третьяков            | Техническим нокаут (удары)        | Fight Nights — Krepost Selection 3                   | 15 февраля 2014 | 1     | 2:28  | Москва, Россия         |            |
| Победа    | 9-4    | Михал Гутовский            | Технический нокаут (удары)        | Битва на Тереке                                      | 4 октября 2013  | 1     | 0:37  | Грозный, Россия        |            |
| Победа    | 8-4    | Сахиб Раджабов             | Удушающий приём (сзади)           | Cage Warriors 58                                     | 24 августа 2013 | 1     | 0:45  | Грозный, Россия        |            |
| Победа    | 7-4    | Иржи Прохазка              | Удушающий приём (сзади)           | Битва под Москвой 12                                 | 20 июня 2013    | 1     | 1:56  | Москва, Россия         |            |
| Поражение | 6-4    | Чарльз Андраде             | Удушающий приём (гильотина)       | Битва под Москвой 11                                 | 20 апреля 2013  | 1     | 0:58  | Москва, Россия         |            |
| Победа    | 6-3    | Николай Бабчук             | Удушающий приём (сзади)           | Битва под Москвой 9                                  | 16 декабря 2012 | 1     | 1:14  | Москва, Россия         |            |
| Победа    | 5-3    | Гаджимурад Антигулов       | Удушающий приём (сзади)           | Dictator FC                                          | 28 июня 2012    | 1     | 2:28  | Москва, Россия         |            |
| Поражение | 4-3    | Виктор Немков              | Единогласное решение              | Лига S-70 — Чемпионат России, 3 этап                 | 6 апреля 2012   | 3     | 5:00  | Москва, Россия         |            |
| Победа    | 4-2    | Александр Гребёнкин        | Технический нокаут (удары)        | PROFC 22                                             | 17 декабря 2010 | 1     | 2:40  | Ростов-на-Дону, Россия |            |
| Победа    | 3-2    | Мурад Камилов              | Технический нокаут (удары)        | PROFC Кубок России 2010 1 этап                       | 13 ноября 2010  | 1     | 1:30  | Таганрог, Россия       |            |
| Победа    | 2-2    | Дмитрий Сурнев             | Удушающий приём (треугольник)     | PROFC Кубок России 2010 1 этап                       | 13 ноября 2010  | 1     | 2:36  | Таганрог, Россия       |            |
| Поражение | 1-2    | Абдурахман Нурмагомедов    | Удушающий приём (сзади)           | Golden Fist Of Russia                                | 10 июня 2010    | 1     | 1:59  | Москва, Россия         |            |
| Победа    | 1-1    | Игорь Савельев             | Единогласное решение              | M-1 Selection 2010 Eastern Europe Round 2            | 10 апреля 2010  | 2     | 5:00  | Киев, Украина          |            |
| Поражение | 0-1    | Станислав Молодцов         | Удушающий приём (сзади)           | PAC — Pancration Atrium Cup 2                        | 10 марта 2010   | 1     | 2:11  | Москва, Россия         |            |

## Награды
- Орден Кадырова (25 июня 2021) — за высокие спортивные достижения, получившие международное признание
- Медаль «100 лет образования Чеченской Республики» (1 сентября 2022) — за значительный вклад в развитие Чеченской Республики, безупречную работу, высокий профессионализм, проявленный при исполнении должностных обязанностей, и в связи с 100-летием Чеченской Республики
- Медаль «За заслуги перед Чеченской Республикой» (7 июля 2022) — за активное участие в оказании благотворительной помощи и содействие в укреплении целостности Луганской Народной Республики и Донецкой Народной Республики